# الغريزات
قرية الغريزات هي إحدى القرى التابعة لمركز المراغة بمحافظة سوهاج في جمهورية مصر العربية. حسب إحصاءات سنة 2006، بلغ إجمالي السكان في الغريزات 23241 نسمة، منهم 11918 رجل و11323 امرأة.